# Liste des stations du métro léger de Francfort
Liste des stations du métro léger de Francfort  (Système U-Bahn).

## Stations par ordre alphabétique
1. Alte Oper (Vieil Opéra)
2. Bockenheimer Warte (Campus de Bockenheim)
3. Bad Homburg Gonzenheim
4. Bonames Mitte
5. Bornheim Mitte
6. Bommersheim
7. Deutsche Nationalbibliothek (Bibliothèque nationale d'Allemagne)
8. Dom / Römer (Cathédrale / Mairie)
9. Dornbusch (Frankfurter U-Bahn) (de)
10. Eckenheimer Landstraße / Marbachweg
11. Eissporthalle / Festplatz (Patinoire)
12. Enkheim
13. Eschenheimer Tor (Porte d'Eschenheim)
14. Festhalle / Messe (Foire)
15. Fischstein
16. Friedhof Westhausen
17. Fritz-Tarnow-Straße
18. Gießener Straße
19. Ginnheim
20. Glauburgstraße
21. Glöcknerwiese
22. Große Nelkenstraße
23. Grüneburgweg
24. Gwinnerstraße
25. Habsburgerallee
26. Gare centrale
27. Hauptfriedhof
28. Hauptwache
29. Hausen
30. Hausener Weg
31. Heddernheim
32. Heddernheimer Landstraße
33. Heerstraße
34. Hessen-Center
35. Höhenstraße
36. Holzhausenstraße / Uni-Campus Westend (Université Westend)
37. Hügelstraße
38. Industriehof
39. Johanna-Tesch-Platz / Volksbankstadion
40. Kalbach
41. Kirchplatz
42. Konstablerwache
43. Kruppstraße
44. Kupferhammer
45. Lahnstraße
46. Leipziger Straße
47. Lindenbaum
48. Marbachweg / Sozialzentrum
49. Merianplatz
50. Miquel- / Adickesallee / Polizeipräsidium
51. Musterschule
52. Niddapark
53. Nieder-Eschbach
54. Niederursel
55. Nordwestzentrum
56. Ober-Eschbach
57. Oberursel Altstadt
58. Oberursel Bahnhof
59. Oberursel Hohemark
60. Oberursel Stadtmitte
61. Ostbahnhof
62. Parlamentsplatz
63. Prieststraße / Neuer jüdischer Friedhof
64. Preungesheim
65. Riedberg
66. Riedwiese / Mertonviertel
67. Rosengärtchen
68. Römerstadt
69. Ronneburgstraße
70. Sandelmühle
71. Schäfflestraße
72. Schweizer Platz
73. Seckbacher Landstraße
74. Sigmund-Freud-Straße
75. Stephan-Heise-Straße
76. Südbahnhof
77. Theobald-Ziegler-Straße
78. Uni-Campus Riedberg (Université Riedberg)
79. Waldlust
80. Weißer Stein
81. Weißkirchen Ost
82. Westend
83. Wiesenau
84. Willy-Brandt-Platz / Europäische Zentralbank / Oper und Schauspiel / English Theatre (Banque centrale européenne)
85. Zeilweg
86. Zoo